# Estilo conceptual
El estilo conceptual es un estilo cognitivo, término usado en psicología.
Los individuos diferimos en la estrategia para categorizar conceptualmente los objetos. Así podemos encontrar personas analíticas (o analítico-descriptivas), que centran su atención en los elementos de los objetos y agrupan estos sobre la base de los elementos comunes; relacionales que se fijan más en los objetos globales y los agrupan con el criterio de las relaciones funcionales.
- Datos: Q5849447